# 조정림
조정림(趙貞林, 1940년~ )은 조선민주주의인민공화국의 여성 지휘자이다. 1964년 평양음악대학(현 김원균평양음악대학)을 졸업했고, 이후 지휘로 전향했다. 1970년대에 저우언라이의 방북 환영 음악회를 지휘했고, 당시 조선민주주의인민공화국 유일의 여성 지휘자로 화제를 모았다.
1989년에는 만수대예술단의 지휘자로 배속되었고, 현재까지 재임 중이다. 1991년에는 일본의 사이타마에서 재일교포 음악회를 지휘하기도 했다. 인민예술가 칭호를 받았고, 최고인민회의 제11기 대의원으로 활동하기도 했다.